# União das Freguesias de Bico e Cristelo
Die União das Freguesias de Bico e Cristelo ist eine portugiesische Gemeinde (Freguesia) im Kreis (Concelho) Paredes de Coura im Nordwesten Portugals.

## Geschichte
Die Gemeinde entstand im Zuge der Gebietsreform vom 29. September 2013 durch die Zusammenlegung der ehemaligen Gemeinden Bico und Cristelo. Bico wurde Sitz der neuen Verwaltung.

## Demographie
| Freguesia | Freguesia       | Freguesia | Freguesia       | ehemalige Freguesias | ehemalige Freguesias | ehemalige Freguesias | ehemalige Freguesias |
| --------- | --------------- | --------- | --------------- | -------------------- | -------------------- | -------------------- | -------------------- |
| Wappen    | Freguesia       | Einwohner | Fläche in (km²) | Wappen               | Freguesia            | Einwohner            | Fläche in (km²)      |
|           | Bico e Cristelo | 734       | 11,68           |                      | Bico                 | 466                  | 8,68                 |
|           | Bico e Cristelo | 734       | 11,68           | Cristelo             | 318                  | 3                    |                      |